# Фирас
Фирас, Тирас (ивр. תירס‎) — согласно еврейской Библии седьмой (согласно Септуагинте — восьмой) и самый младший сын Иафета, внук Ноя (Быт. 10:2).
По информации Иосифа Флавия, был родоначальником фракийцев — общее название группы индоевропейских племен, населявших в древности северо-восток Балканского полуострова и северо-запад Малой Азии.
Данные о Фирасе сообщают армянские источники. Так, Ованес Драсханакертци ставят Фираса на место Гомера (первого сына Иафета), утверждая что именно от него пошли рода Рифата, Аскеназа и Фогармы. Мовсес Хоренаци помещает Фираса в генеалогической цепочке между Гомером и Фогармой.
Айзек Азимов отождествлял Фирас с этрусками, которых греки называли «тирсеной»
Греки Тирасом называли Днестр, отсюда Тирасполь на Днестре.
Книга Праведного называет имена сыновей Фираса: Бениб, Гера, Лупирион и Гилак.
В иврите именем Фираса (ивр. תירס‎ Тирас) называют кукурузу. У этого растения, завезённого в Европу лишь после открытия Америки, не имелось названия в библейских источниках, а вследствие представления о распространении кукурузы в Европе через Турцию европейские евреи называли её «турецкая пшеница». Ввиду ассоциации библейских персонажей Фираса и Фогармы (ивр. תוגרמא, תוגר‎ Тогарма или Тогар) с территорией Турции в источниках на иврите ещё с начала 19-го века кукурузу именовали «пшеница Тираса» или «пшеница Тогармы» (ивр. חיטי תירס, חיטי תוגרמה‎ хиттей тирас или хиттей тогарма). Со временем слово «пшеница» в обиходе отпало, оставив названием кукурузы слово «тирас».